# Staatsstraße 2305

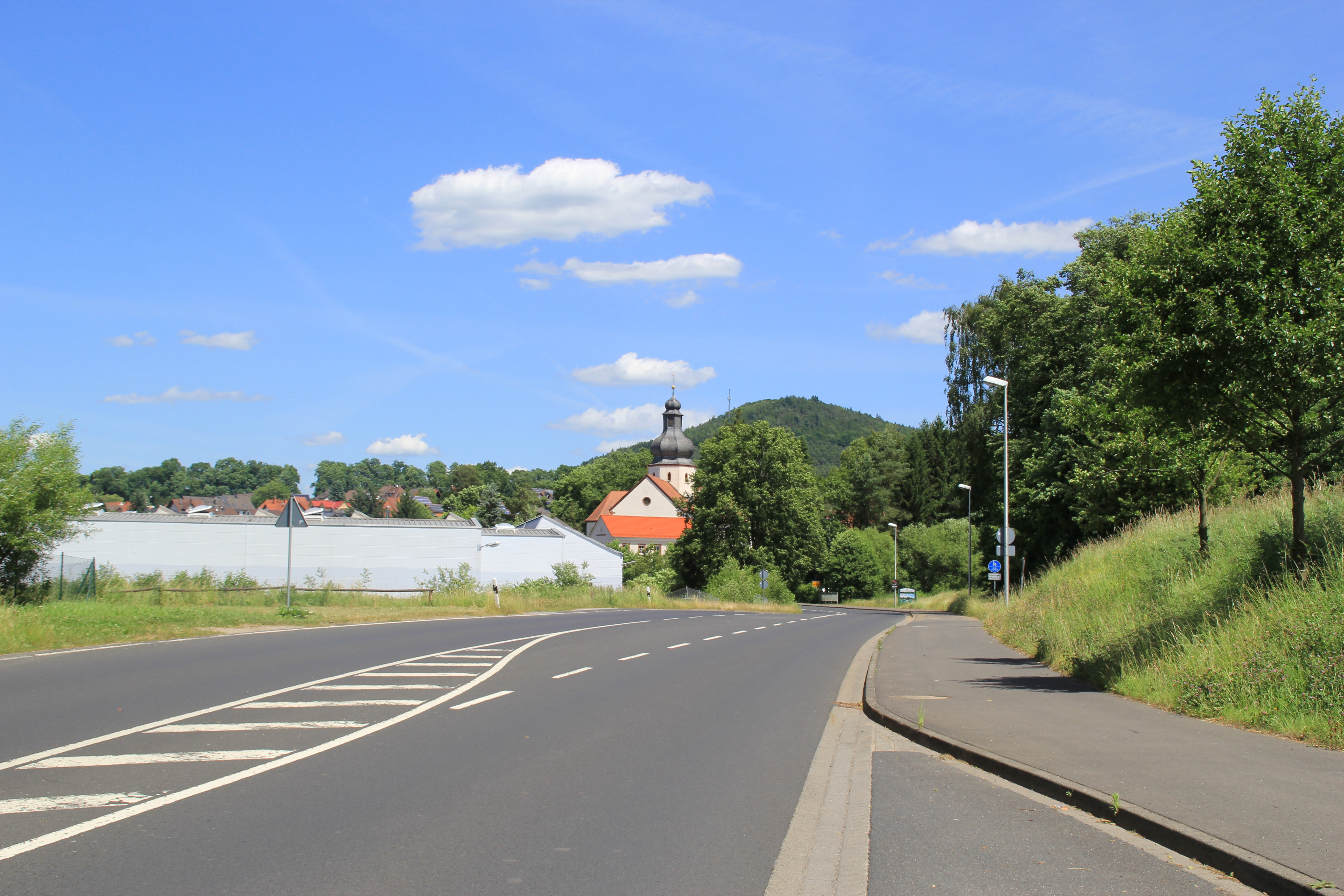
Die Staatsstraße 2305
in Schöllkrippen-Ernstkirchen

Die Staatsstraße 2305 (Abkürzung: St 2305) ist eine verkehrlich bedeutende, insgesamt 47 km lange Staatsstraße im Landkreis Aschaffenburg und Landkreis Main-Spessart in Unterfranken. Die St 2305 dient unter anderem als Autobahnzubringer vom nördlichen Spessart zur A 45 und verbindet die ehemalige Bundesstraße 8 (herabgestuft zur St/L 3308) mit der B 276. Ihrer Bedeutung als Hauptverkehrsader des Kahlgrund trägt ihr scherzhafter Beiname „Kahlgrund-Highway“ Rechnung. Von der L 3308 bis zur Landesgrenze verläuft die Straße etwa 100 m in Hessen. Dort ist sie als Landesstraße 2305 (Abkürzung: L 2305) ausgewiesen.

## Geographie

### Verlauf
Sie beginnt bei Großkrotzenburg direkt an der Landesgrenze zu Hessen und führt vorbei an Schloss Emmerichshofen Richtung Autobahnanschlussstelle 44 Alzenau-Nord der Bundesautobahn 45. Als Nordumgehung verläuft sie nun an Alzenau vorbei nach Michelbach. Die vor einigen Jahren renovierte Kreuzung mit der St 3202 in der Ortsdurchfahrt ist inzwischen vierspurig. Der weitere Straßenverlauf führt über die sogenannte Hessenkurve nach Mömbris. Dort zweigen die Staatsstraßen 2309 und 2307 ab. Die St 2305 passiert im weiteren Verlauf die Gemeinden Blankenbach, Schöllkrippen und Kleinkahl durch das Kahltal, teilweise parallel zur Kahlgrundbahn. Vor dem Ort Wiesen, auf der nördlichen Eselshöhe, teilt sie sich die Strecke, für etwa 2 Kilometer mit der Spessart-Höhenstraße. Nachdem sie die Gemeinde verlassen hat, führt sie als Teil der Deutsche Ferienroute Alpen–Ostsee links des Aubaches nach Frammersbach, wo sie an der Bundesstraße 276 endet.
Nach der Staatsstraße 2305 wurde eine Diskothek in Schöllkrippen benannt.
Die Staatsstraße 2305 führt durch bebaute Flächen, Wiesen und Felder sowie durch Waldgebiete.

### Hessenkurve

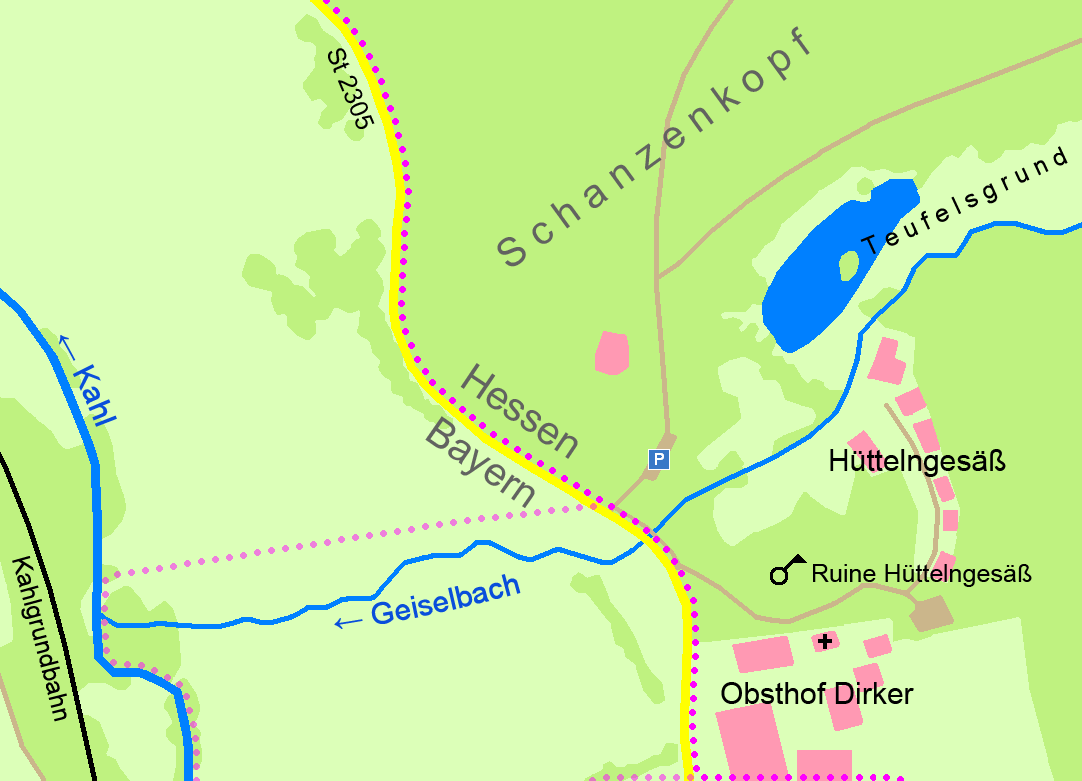
Karte der Hessenkurve

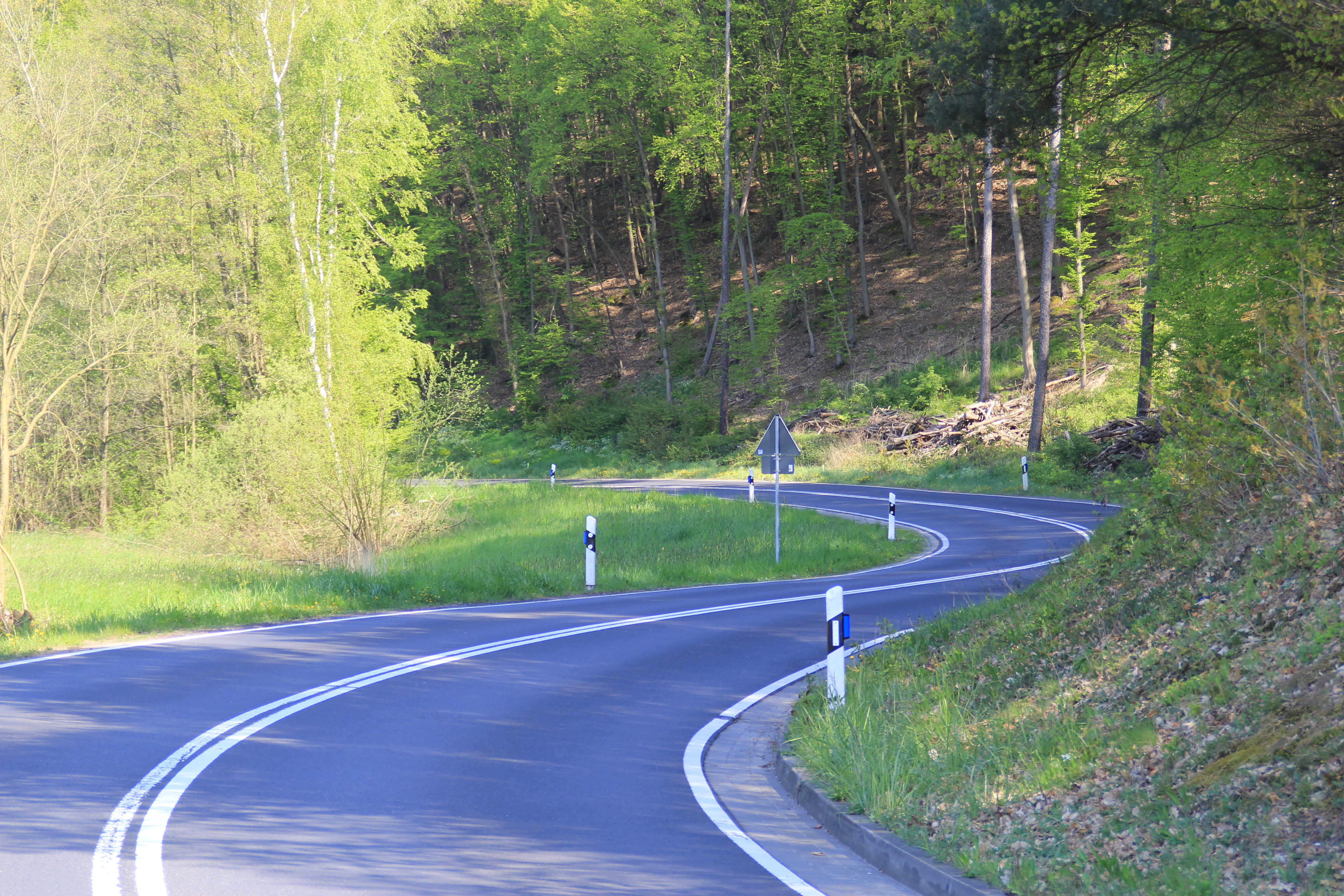
Die Hessenkurve

Als Hessenkurve wird ein kleiner Abschnitt der Staatsstraße 2305 zwischen Michelbach und Niedersteinbach bezeichnet, der für ca. 500 m im hessischen Main-Kinzig-Kreis verlief ⊙ (ehem. L 2305). Es handelt sich hierbei um eine Doppel-S-Kurve am Fuße des Schanzenkopfes (365 m), die besonders bei Regen für zahlreiche Verkehrsunfälle sorgt.
Ein sorgfältig ausgetüftelter Staatsvertrag regelte, dass ein Autofahrer, der in der Hessenkurve 19 km/h zu schnell unterwegs war, das Verwarnungsgeld an den Freistaat zu zahlen hatte. Fuhr er 20 km/h schneller als erlaubt, so wurden 40 Euro Bußgeld fällig. Diese waren dann aber an das Regierungspräsidium in Kassel abzuführen. Auffahrunfälle regelten bayerische Beamte der Inspektion in Alzenau. War der Fahrer jedoch alkoholisiert, übernahm die Staatsanwaltschaft im hessischen Hanau die weiteren Ermittlungen.
Ein Flächentausch hat zum 1. Juli 2011 den Staatsvertrag abgelöst. Damit ist die Hessenkurve nun bayerisch. Es ist geplant die Hessenkurve zu entschärfen und die Staatsstraße zwischen Niedersteinbach und Michelbach auszubauen, inklusive einer Verlegung des Kahlbettes.

### Überquerte Gewässer
Die Staatsstraße 2305 überquert folgende Fließgewässer (von West nach Ost):
| - Streu - Goldbach - Weibersbach - Wolfsbach - Geiselbach - Steinbach - Borngraben | - Kahl - Reichenbach - Weibersbach - Feldkahl - Erlenbach - Blankenbach - Sommerkahl | - Höllenbach - Kahl - Habersbach - Lindenbach - Kahl - Welzbach - Aubach |

## Topographie
Die Staatsstraße 2305 überwindet auf ihrem gesamten Verlauf etwa ± 1100 Höhenmeter. Der topographisch niedrigste Punkt des Streckenverlaufes liegt mit 112 m ü. NHN westlich von Emmerichshofen. Der höchste befindet sich mit 480 m ü. NHN am Kreuzberg westlich von Wiesen.

## Geschichte

### Früherer Streckenverlauf

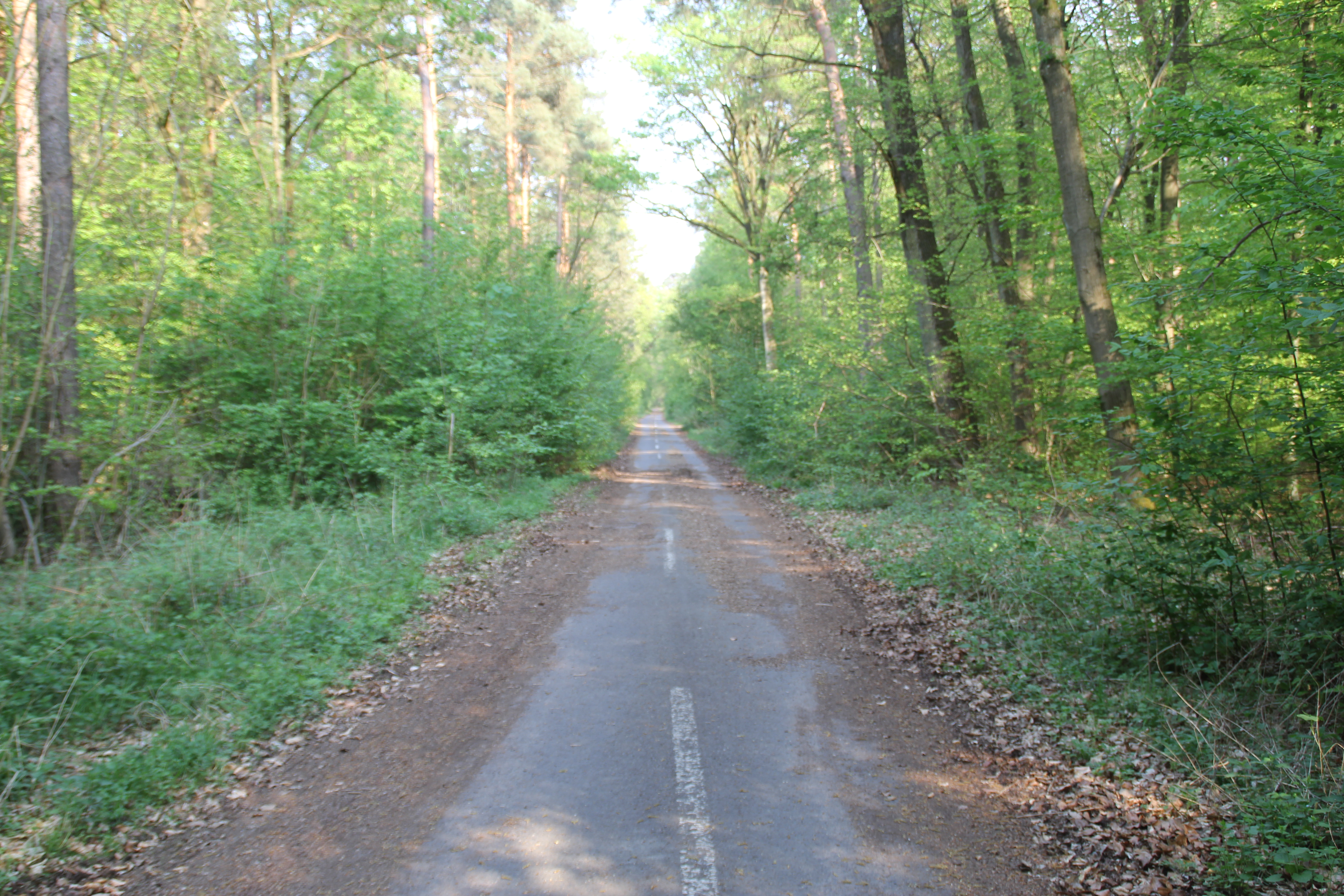
Stillgelegte, noch sichtbare Staatsstraße 2305, zwischen Emmerichshofen und Alzenau

Seit den 1970er Jahren hat sich der Streckenverlauf der Staatsstraße 2305 in vielen Gebieten stark verändert.
Bis Ende der 70er Jahre führte die alte „Hauptstraße des Kahlgrunds“ von Emmerichshofen aus diagonal durch den Wald Richtung Südosten nach Alzenau. Im Zuge des Neubaus der A 45 wurde jener Straßenabschnitt stillgelegt und in den Jahren 1976 bis 1978 als Nordumgehung Alzenau direkt nach Michelbach geführt. Dieser alte, aus Richtung Hanau kommende Streckenabschnitt (daher der Name Hanauer Straße) überquerte in etwa beim heutigen Schnellrestaurant die Schiene der Bahnstrecke Kahl–Schöllkrippen (Lage), und direkt danach zweigte am Meerhofsee die Straße nach Kahl ab.
Die Staatsstraße 2305 verlief als Hanauer Straße durch Alzenau, vorbei am Marktplatz und über Kälberau bis in das frühere Ortszentrum von Michelbach. Von dort führte sie als Spessartstraße durch den Ort nach Osten Richtung Niedersteinbach. In den 80er Jahren wurde eine südliche Umgehungsstraße, die von der heute markanten Kreuzung bis zum Abzweig Spessartstraße führt, errichtet und der weitere Streckenabschnitt bis zur Herrnmühle ausgebaut. Seitdem ist von der alten Staatsstraße nur noch ein kleiner, mittlerweile als Parkplatz umgebauter Teil zu sehen (Lage).
Bis Ende der 70er Jahre lag beim heutigen Kahltalzentrum bei Mömbris der Bahnübergang weiter südöstlich (Lage). Von dort verlief die alte Staatsstraße 2305 zunächst südlich der Bahntrasse, überquerte diese dann erneut (Lage) und führte in etwa wie die heute bestehende (nördliche) Bahnhofstraße nach Mensengesäß. Von dort knickte sie nach Süden Richtung Mömbris ab und überquerte noch einmal die Schiene sowie die Kahl.
Zwischen Mömbris und Schimborn wurde die Staatsstraße Anfang der 80er ausgebaut. Die kleine Straße am Festplatz ist ein heute noch sichtbarer Teil dieser alten Strecke (Lage).
Die weiter östlich verlaufende kurvenreiche Strecke (Lage) zwischen Blankenbach und Schöllkrippen wurde bei Sommerkahl Anfang der 2000er Jahre entschärft.
In Schöllkrippen führte die alte Verkehrsader über die heutige Lindenstraße durch den Altort.
Ähnlich wie bei der Staatsstraße 2305 gibt es auch bei der St 2307 zwischen Schimborn und Hösbach alte, mittlerweile stillgelegte Streckenabschnitte, die auch heute noch sichtbar sind.

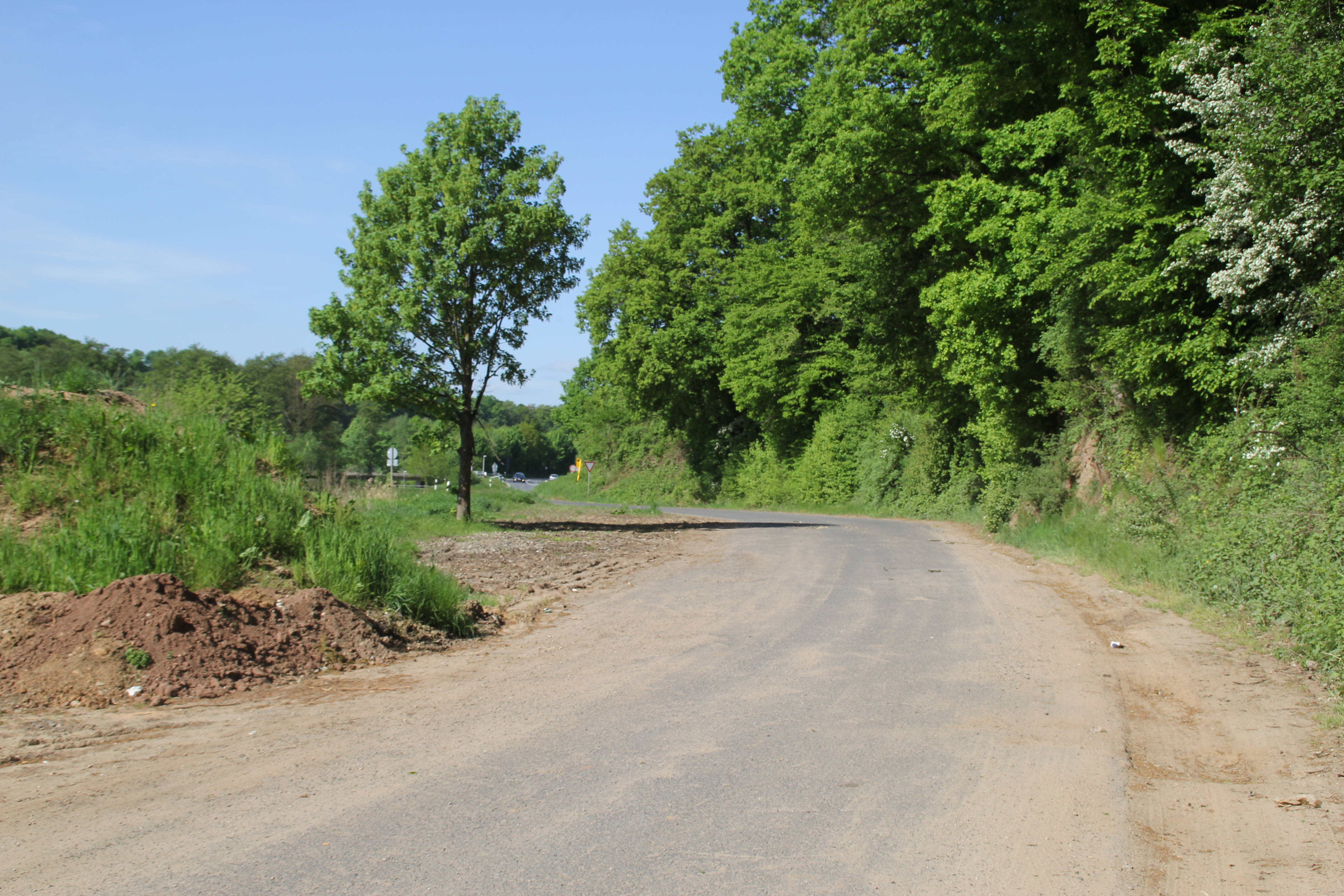
Die alte Staatsstraße 2305 bei Michelbach
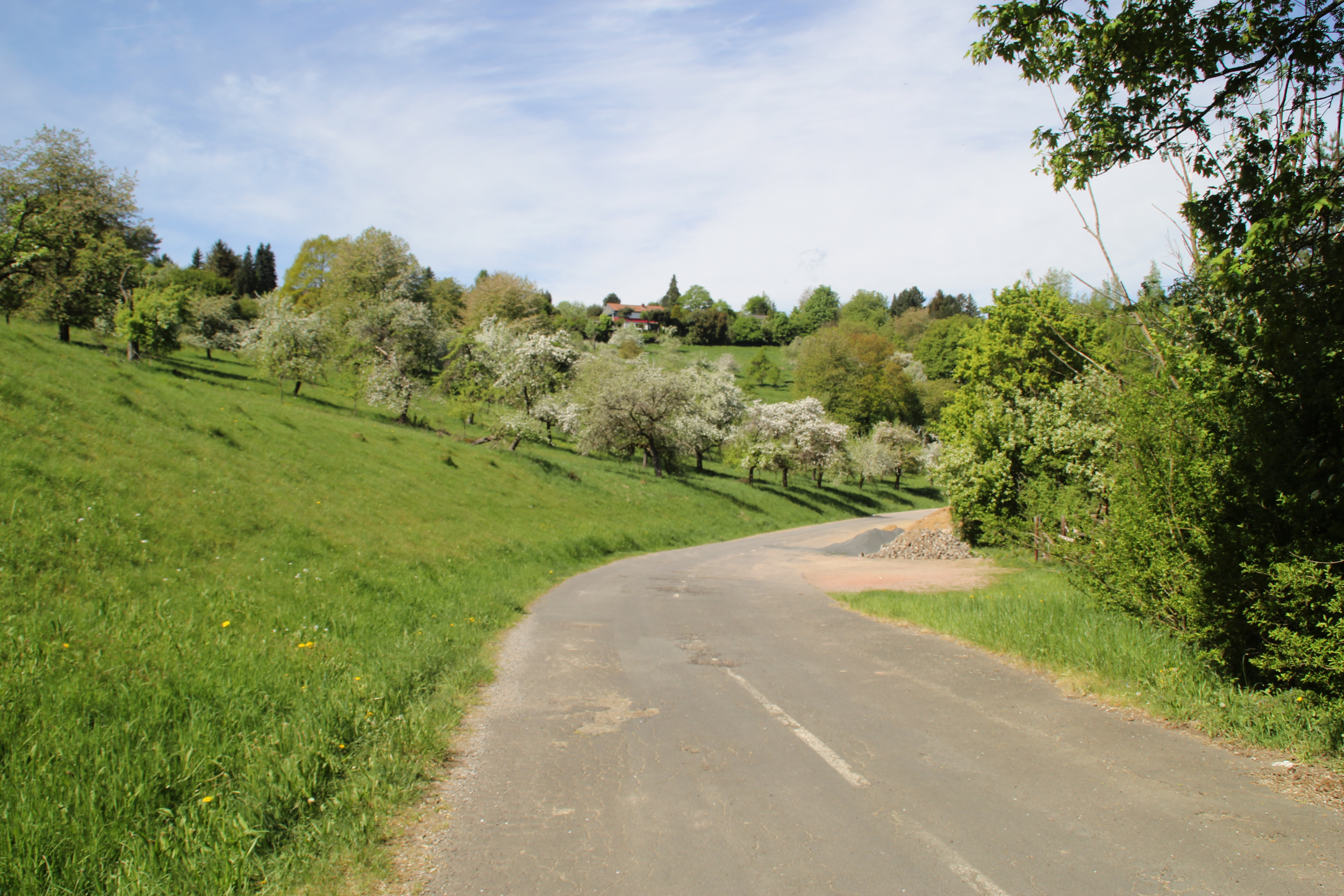
Bei Mömbris
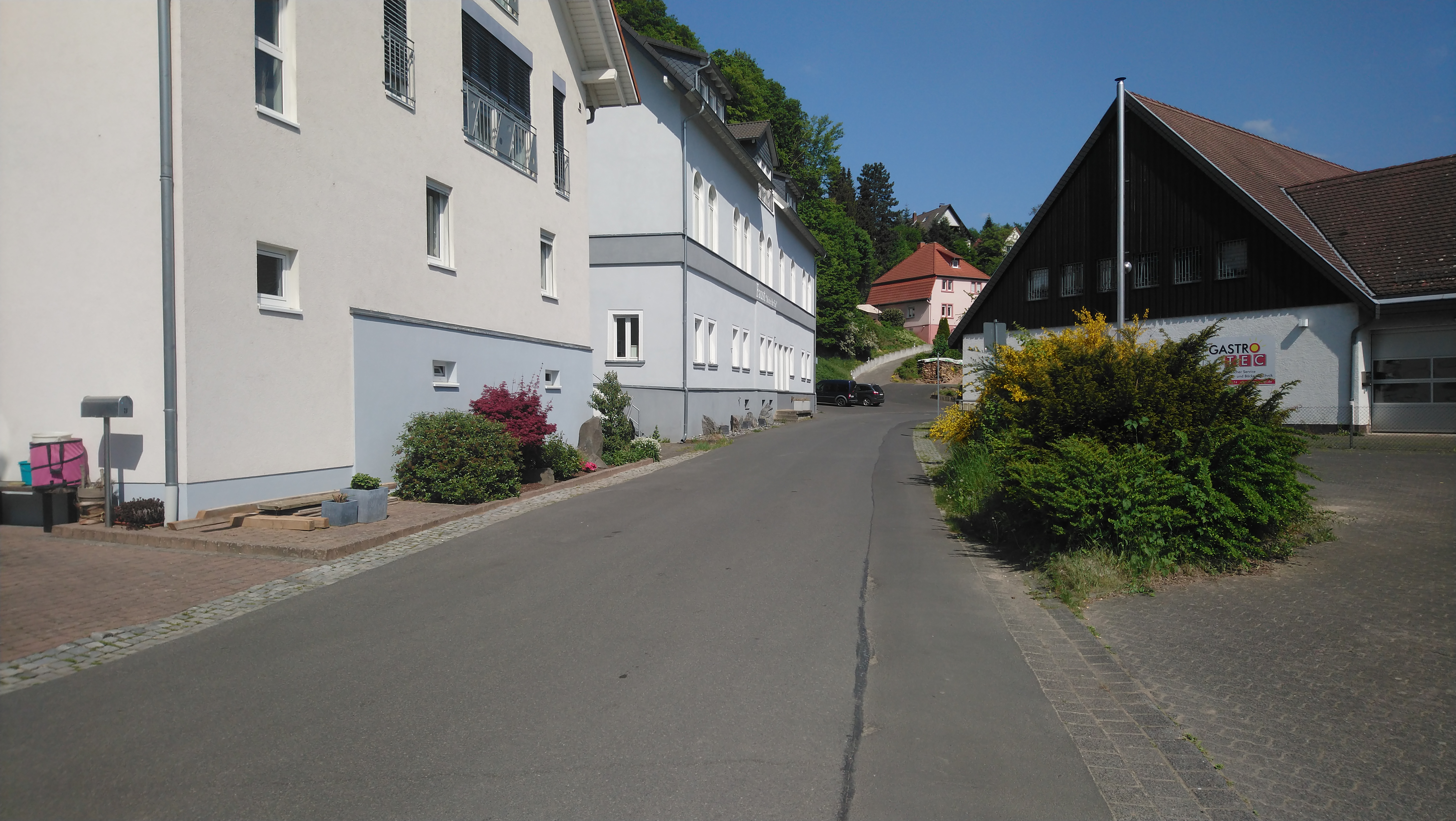
In Mensengesäß

### Planungen/Bau
Die Staatsstraße 2305 führt durch den sehr eng bebauten Ortskern von Schimborn. Die Planungen von Umgehungsstraßen nördlich oder südlich des Ortes wurden endgültig abgebrochen. Stattdessen wurden an den Engstellen in Schimborn Abrisshäuser und Grundstücke gekauft. Dort wurden in zwei Etappen Kurven beseitigt und die Straße verbreitert. Die Bauarbeiten sind seit Ende 2018 abgeschlossen.

## Sehenswürdigkeiten
Direkt an der Staatsstraße 2305 liegen ungefähr 20 Bodendenkmäler und 40 Baudenkmäler. Folgende Liste enthält eine Auswahl davon:
- Schloss Emmerichshofen bei Kahl am Main
- Katholische Pfarrkirche St. Jakobus der Ältere in Schimborn
- Kath. Pfarrkirche St. Katharina in Ernstkirchen
- Sackhaus in Schöllkrippen
- Schloss Wiesen